# Casea
Casea es un género de pelicosaurios sinápsidos perteneciente a la familia Caseidae, el cual tenía cerca de 1,2 m de longitud, ligeramente más pequeños, a por lo demás, muy similares a Caseoides. Casea fue uno de los primeros herbívoros terrestres, compartiendo su existencia con animales como el Dimetrodon y Eryops.

## Descripción

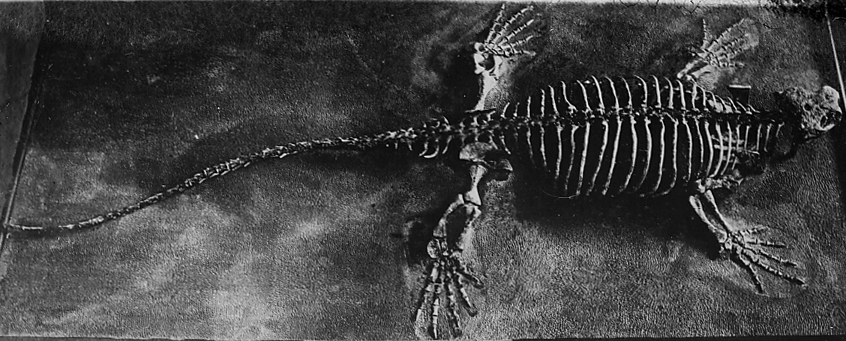
Fósil de Casea broilii.

Casea tenía unos 1,2 metros de longitud, tenía un cuerpo pesado y robusto y un cráneo pequeño, con unas piernas fuertes. Su caja torácica estaba muy expandida, presumiblemente para hacerle espacio suficiente a un intestino grueso fermentador de plantas. Al igual que otros caseidos, carecía de dientes en su mandíbula inferior, y tenía dientes romos en el maxilar superior. Estas adaptaciones indican que Casea fue un herbívoro, alimentándose de plantas relativamente duras, como los helechos.

## Filogenia
Casea  es el representante del mismo nombre de la familia Caseidae. Los parientes cercanos incluyen probablemente Oromycter Y Ennatosaurus, un pariente lejano fue probablemente Cotylorhynchus, que fue el género más grande de Caseidae con 6 metros de longitud. La taxonomía de Caseidae forma la Eothyrididae  con la sola especie Eothyris y Oedaleops; ambas familias pertenecen al grupo de Caseasauria.  A continuación se muestra un cladograma por Maddin et al. (2008): (2008):
|  | Ennatosaurus                                                    |
|  |                                                                 |
|  | \| \| Cotylorhynchus \| \| \| \| \| \| Angelosaurus \| \| \| \| |
|  |                                                                 |
|  | Cotylorhynchus                                                  |
|  |                                                                 |
|  | Angelosaurus                                                    |
|  |                                                                 |

|  | Cotylorhynchus |
|  |                |
|  | Angelosaurus   |
|  |                |

|  | Ennatosaurus                                                    |
|  |                                                                 |
|  | \| \| Cotylorhynchus \| \| \| \| \| \| Angelosaurus \| \| \| \| |
|  |                                                                 |
|  | Cotylorhynchus                                                  |
|  |                                                                 |
|  | Angelosaurus                                                    |
|  |                                                                 |

|  | Cotylorhynchus |
|  |                |
|  | Angelosaurus   |
|  |                |

|  | Ennatosaurus                                                    |
|  |                                                                 |
|  | \| \| Cotylorhynchus \| \| \| \| \| \| Angelosaurus \| \| \| \| |
|  |                                                                 |
|  | Cotylorhynchus                                                  |
|  |                                                                 |
|  | Angelosaurus                                                    |
|  |                                                                 |

|  | Cotylorhynchus |
|  |                |
|  | Angelosaurus   |
|  |                |

|  | Ennatosaurus                                                    |
|  |                                                                 |
|  | \| \| Cotylorhynchus \| \| \| \| \| \| Angelosaurus \| \| \| \| |
|  |                                                                 |
|  | Cotylorhynchus                                                  |
|  |                                                                 |
|  | Angelosaurus                                                    |
|  |                                                                 |

|  | Cotylorhynchus |
|  |                |
|  | Angelosaurus   |
|  |                |

|  | Ennatosaurus                                                    |
|  |                                                                 |
|  | \| \| Cotylorhynchus \| \| \| \| \| \| Angelosaurus \| \| \| \| |
|  |                                                                 |
|  | Cotylorhynchus                                                  |
|  |                                                                 |
|  | Angelosaurus                                                    |
|  |                                                                 |

|  | Cotylorhynchus |
|  |                |
|  | Angelosaurus   |
|  |                |

|  | Ennatosaurus                                                    |
|  |                                                                 |
|  | \| \| Cotylorhynchus \| \| \| \| \| \| Angelosaurus \| \| \| \| |
|  |                                                                 |
|  | Cotylorhynchus                                                  |
|  |                                                                 |
|  | Angelosaurus                                                    |
|  |                                                                 |

|  | Cotylorhynchus |
|  |                |
|  | Angelosaurus   |
|  |                |

|  | Ennatosaurus                                                    |
|  |                                                                 |
|  | \| \| Cotylorhynchus \| \| \| \| \| \| Angelosaurus \| \| \| \| |
|  |                                                                 |
|  | Cotylorhynchus                                                  |
|  |                                                                 |
|  | Angelosaurus                                                    |
|  |                                                                 |

|  | Cotylorhynchus |
|  |                |
|  | Angelosaurus   |
|  |                |

|  | Ennatosaurus                                                    |
|  |                                                                 |
|  | \| \| Cotylorhynchus \| \| \| \| \| \| Angelosaurus \| \| \| \| |
|  |                                                                 |
|  | Cotylorhynchus                                                  |
|  |                                                                 |
|  | Angelosaurus                                                    |
|  |                                                                 |

|  | Cotylorhynchus |
|  |                |
|  | Angelosaurus   |
|  |                |